# Теорема про поворот плоскої кривої
Теорема про поворот плоскої кривої — варіант теореми про суму кутів багатокутника у диференціальній геометрії. Одне з доведень належить Гайнцу Гопфу, на честь якого ця теорема іноді називається.
Згідно твердження теореми повний поворот (у випадку двічі неперервно диференційовної кривої він рівний інтегралу орієнтованої кривини) простої плоскої замкнутої гладкої регулярної кривої дорівнює {\displaystyle \pm 2{\cdot }\pi }. Причому він дорівнює {\displaystyle +2{\cdot }\pi } якщо обмежена область лежить зліва від кривої і {\displaystyle -2{\cdot }\pi } в протилежному випадку.
Загалом повний поворот плоскої замкнутої гладкої регулярної кривої завжди кратний {\displaystyle 2{\cdot }\pi }. За теоремою будь-яка така крива з інтегралом орієнтованої кривини відмінним від {\displaystyle \pm 2{\cdot }\pi } повинна мати самоперетин.

## Необхідні означення

### Плоскі замкнуті прості регулярні криві
Нехай {\displaystyle \gamma :[a,b]\rightarrow \mathbb {R} ^{2}} є неперервно диференційовною кривою, тобто якщо {\displaystyle \gamma (t)=(x(t),y(t)),\ t\in [a,b],} то функції {\displaystyle x(t),y(t)} є неперервно диференційовними. Крива {\displaystyle \gamma } називається:
- замкнутою, якщо {\displaystyle \gamma (a)=\gamma (b)},
- регулярною, якщо дотичний вектор {\displaystyle \gamma '(t)=(x'(t),y'(t))} не є рівною нульовому вектору в жодній точці {\displaystyle t\in [a,b]},
- простою, якщо {\displaystyle \gamma |_{[a,b)}} є ін'єктивним відображенням (тобто крива ніколи не перетинається).

Таку криву завжди можна параметризувати довжиною, тоді дотичний вектор буде одиничним, тобто {\displaystyle |\gamma '(t)|={\sqrt {(x'(t))^{2}+(y'(t))^{2}}}=1} для всіх t. Відповідно, якщо {\displaystyle \gamma :[a,b]\rightarrow \mathbb {R} ^{2}} є параметризація довжиною, то {\displaystyle \gamma '(t)} можна розглядати як відображення {\displaystyle \gamma ':[a,b]\rightarrow S^{1}} на одиничне коло, яке є неперервним оскільки крива є неперервно диференційовна.

### Кутова функція
Нехай {\displaystyle f:[a,b]\rightarrow S^{1}} є неперервним відображенням на одиничне коло. Тоді існує кутова функція {\displaystyle \varphi :[a,b]\rightarrow \mathbb {R} } така, що {\displaystyle f(t)=(\cos \varphi (t),\sin \varphi (t)).} Для двох таких функцій {\displaystyle \varphi ,\ \varphi '} завжди {\displaystyle \varphi =\varphi '+2\pi n} для деякого {\displaystyle n\in \mathbb {Z} .} Відповідно {\displaystyle \varphi } однозначно визначається своїм значенням у будь-якій точці інтервалу {\displaystyle [a,b]}.
Справді нехай {\displaystyle f(a)=(f_{1}(a),f_{2}(a))} і {\displaystyle \varphi (a)} — таке число, що {\displaystyle f_{1}(a)=\cos \varphi (a),\ f_{2}(a)=\sin \varphi (a).} Із базових властивостей тригонометричних функцій випливає, що на кожному інтервалі {\displaystyle [2\pi n,2\pi (n+1)),\quad n\in \mathbb {Z} } можна вибрати єдине таке число {\displaystyle \varphi (a)} і різні можливі вибори відрізняються на {\displaystyle 2\pi i,\quad i\in \mathbb {Z} .} Припустимо, що зроблено однозначний вибір {\displaystyle \varphi (a)}, тоді із неперервності можна однозначно вибрати функцію {\displaystyle \varphi }. Для цього спершу слід зауважити, що якщо образ {\displaystyle f([a,b])} повністю належить якійсь із відкритих півплощин {\displaystyle x>0,\ x<0,\ y>0,\ y<0} то функцію {\displaystyle \varphi } можна визначити однозначно. Справді припустимо, що {\displaystyle f([a,b])} повністю належить півплощині {\displaystyle y>0\ }(інші випадки, як і випадки будь яких підплощин, що задаються прямими, які проходять через початок координат розглядаються аналогічно). Тоді:
{\displaystyle \varphi (a)=\arccos(f_{1}(a))+2\pi i\in (2\pi i,\pi +2\pi i)}
для деякого {\displaystyle i\in \mathbb {Z} } і можна задати {\displaystyle \varphi (t)=\arccos(f_{1}(t))+2\pi i.} Із неперервності арксинуса і {\displaystyle f_{1}} випливає неперервність {\displaystyle \varphi }. Також такий вибір неперервної функції є єдиним можливим. Припустимо, що {\displaystyle \varphi '} є неперервною функцією, що задовольняє вказані умови і {\displaystyle \varphi '(a)=\varphi (a).}
Для будь якого {\displaystyle t\in [a,b]} також:
{\displaystyle \varphi '(t)=\arccos(f_{1}(t))+2\pi j\in (2\pi j,\pi +2\pi j)}
для деякого {\displaystyle j\in \mathbb {Z} }. Припустимо, що для деякої конкретної точки {\displaystyle j\neq i} і тому {\displaystyle (2\pi i,\pi +2\pi i)\cap (2\pi j,\pi +2\pi j)=\emptyset .} Оскільки за означенням {\displaystyle \varphi '} є неперервною функцією то за теоремою про проміжне значення на проміжку {\displaystyle [a,t]} вона приймає усі значення між {\displaystyle \varphi '(a)} і {\displaystyle \varphi '(t)}. Оскільки ці значення належать різним відкритим інтервалам, що не перетинаються, то для деякого {\displaystyle t'\in (a,t)} або {\displaystyle \varphi '(t')=2\pi i} або {\displaystyle \varphi '(t')=\pi +2\pi i.} У будь-якому випадку {\displaystyle f_{2}(t)=\sin \varphi '(t')=0,} що суперечить тому, що {\displaystyle f([a,b])} повністю належить півплощині {\displaystyle y>0\ .} Тобто всюди {\displaystyle \varphi '(t)=\arccos(f_{1}(t))+2\pi i=\varphi (t),\ } що завершує доведення єдиності.
У загальному випадку завжди існують такі числа {\displaystyle a=a_{0}<a_{1}<a_{2}<\ldots <a_{n-1}<a_{n}=b,} що {\displaystyle f([a_{i},a_{i+1}])} повністю належить деякій відкритій півплощині. Наприклад для кожної точки кола можна знайти зв'язаний окіл замикання якого повністю належатиме якійсь відкритій півплощині. Такі околи утворять відкрите покриття кола, а оскільки коло є компактною множиною, то з цього покриття можна вибрати скінченне підпокриття. Прообразами множин цього покриття при відображенні {\displaystyle f} будуть відкриті інтервали, що покривають {\displaystyle [a,b]} і для кожного образ замикання при відображенні {\displaystyle f} повністю належатиме якійсь відкритій півплощині. Розглядаючи кінці цих замикань (замкнутих відрізків) і пронумерувавши їх у порядку зростання кожен {\displaystyle [a_{i},a_{i+1}]} буде підмножиною якогось замикання, тобто {\displaystyle f([a_{i},a_{i+1}])} повністю належатиме деякій відкритій півплощині, отже одержана послідовність задовольняє необхідні умови.
Тепер як і вище для заданого {\displaystyle \varphi (a)} можна однозначно задати функцію {\displaystyle \varphi } на проміжку {\displaystyle [a,a_{1}]} і маючи {\displaystyle \varphi (a_{1})} однозначно продовжити її на {\displaystyle [a_{1},a_{2}]} і т. д. на весь інтервал {\displaystyle [a,b]}.
Якщо числа {\displaystyle \varphi '(a)} і {\displaystyle \varphi (a)} відрізняються на {\displaystyle 2\pi n} то з побудови випливає, що відповідні функції {\displaystyle \varphi '(t)} і {\displaystyle \varphi (t)} в усіх точках відрізнятимуться на {\displaystyle 2\pi n}.

### Індекс повороту відображення і кривої
Для неперервного відображення {\displaystyle f:[a,b]\rightarrow S^{1}} величина {\displaystyle \varphi (b)-\varphi (a)} очевидно не залежить від вибору кутової функції і називається кутом повороту. Якщо {\displaystyle f(a)=f(b),} то {\displaystyle \varphi (b)-\varphi (a)=2\pi n,\ n\in \mathbb {Z} } і число {\displaystyle n={\frac {\varphi (b)-\varphi (a)}{2\pi }}} називається індексом повороту відображення. Якщо {\displaystyle f=\gamma '} є відображенням дотичних векторів замкнутої регулярної кривої параметризованої довжиною, то {\displaystyle \gamma '(a)=\gamma '(b)} і число n у цьому випадку також називається індексом повороту кривої {\displaystyle \gamma '}.
Із побудови кутової функції і нескінченної диференційовності функцій {\displaystyle \arcsin ,\ \arccos } випливає також, що якщо відображення {\displaystyle f} є k раз неперервно диференційовним то k раз неперервно диференційовною є і функція {\displaystyle \varphi .} Зокрема для диференційовних відображень {\displaystyle f'(t)=(-\varphi '(t)\sin(t),\varphi '(t)\cos(t)),} тобто {\displaystyle \varphi '} є рівним довжині дотичного вектора {\displaystyle f'} зі знаком плюс якщо напрямок дотичного вектора є в сторону обходу кола проти годинникової стрілки і зі знаком мінус в іншому випадку. Якщо знову ж {\displaystyle f=\gamma '} то {\displaystyle \varphi '} є рівним довжині {\displaystyle \gamma ''} із відповідним знаком, тобто орієнтованій кривині {\displaystyle k.} Звідси зокрема у цьому випадку {\displaystyle \varphi (b)-\varphi (a)=\int _{a}^{b}k(t)dt.}
Якщо {\displaystyle f,g:[a,b]\rightarrow S^{1}} є двома неперервними відображеннями для яких {\displaystyle f(a)=f(b)} і {\displaystyle g(a)=g(b)} і індекси поворотів для них є різними, то існує точка {\displaystyle t\in [a,b]} для якої {\displaystyle f(t)=-g(t),} тобто ці значення знаходяться на протилежних кінцях якогось діаметра кола. Справді, якщо позначити {\displaystyle \varphi _{1}} і {\displaystyle \varphi _{2}} — відповідні кутові функції для {\displaystyle f,g} і {\displaystyle \psi (t)=\varphi _{1}(t)-\varphi _{2}(t),} то {\displaystyle |\psi (b)-\psi (a)|=|(\varphi _{1}(b)-\varphi _{1}(a))+(\varphi _{2}(b)-\varphi _{2}(a))|\geqslant 2\pi .} Оскільки {\displaystyle \psi } є неперервною функцією, то на проміжку {\displaystyle [a,b]} вона приймає усі значення між {\displaystyle \psi (a)} і {\displaystyle \psi (b)}. Із того, що {\displaystyle |\psi (b)-\psi (a)|\geqslant 2\pi } випливає, що між {\displaystyle \psi (a)} і {\displaystyle \psi (b)} (включаючи самі ці числа) має бути добуток {\displaystyle \pi } і непарного цілого числа, тобто число виду {\displaystyle (2n+1)\pi .} Нехай {\displaystyle t\in [a,b]} є таким числом, що {\displaystyle \psi (t)=\varphi _{1}(t)-\varphi _{2}(t)=(2n+1)\pi .} Тоді:
{\displaystyle f(t)=(\cos \varphi _{1}(t),\sin \varphi _{1}(t))=(-\cos(\varphi _{2}(t)+(2n+1)\pi ),-\sin(\varphi _{2}(t)+(2n+1)\pi ))=-g(t).}

## Теорема про поворот плоскої кривої

### Твердження теореми
Нехай {\displaystyle \gamma :[a,b]\rightarrow \mathbb {R} ^{2}} є неперервно диференційовною замкнутою простою регулярною кривою параметризованою своєю довжиною. Тоді індекс повороту кривої є рівним {\displaystyle \pm 1} або еквівалентно повний поворот кривої є рівним {\displaystyle \pm 2\pi .}

### Доведення
Позначивши {\displaystyle C\subset \mathbb {R} ^{2}} — образ (слід) кривої, нехай {\displaystyle p\in C} є такою точкою, що вся {\displaystyle C} лежить в одній із замкнутих півплощин визначених дотичною лінією у точці {\displaystyle p} і до того ж всі точки крім {\displaystyle p} належать відповідній відкритій півплощині. Щоб знайти таку точку спершу можна взяти коло з центром у початку координат достатньо великого радіуса щоб {\displaystyle C} лежало у відповідному крузі. Поступово зменшуючи радіус можна знайти найбільший можливий радіус при якому відповідне коло і {\displaystyle C} має спільну точку. В кожній із таких спільних точок дотична лінії до кола є також дотичною лінією до {\displaystyle C} і відповідно необхідні умови виконуються. Без втрати загальності можна вважати, що {\displaystyle \gamma (a)=p.}
Розглянемо трикутник {\displaystyle T=\{(t_{1},t_{2})\ |\ a\leqslant t_{1}\leqslant t_{2}\leqslant b\}} і відображення {\displaystyle \psi :T\to S^{1}} задане як:
{\displaystyle \psi (t_{1},t_{2})={\begin{cases}\gamma '(t_{1}),&t_{1}=t_{2}\\{\frac {\gamma (t_{2})-\gamma (t_{1})}{|\gamma (t_{2})-\gamma (t_{1})|}},&t_{1}\neq t_{2},\ (t_{1},t_{2})\neq (a,b)\\\gamma '(a)&(t_{1},t_{2})=(a,b)\end{cases}}}
Дане відображення є неперервним і {\displaystyle \psi (t,t)=\gamma '(t).} Саме індекс цього відображення і потрібно знайти. Цей індекс також рівний індексу відображення {\displaystyle \Omega =\psi \circ {\bar {\alpha }}:[0,1]\to S^{1}} де відображення {\displaystyle {\bar {\alpha }}:[0,1]\to T} задається як {\displaystyle {\bar {\alpha }}(t)=(a+(b-a)t,a+(b-a)t).} Нехай тепер для {\displaystyle s\in [0,1]} дано точку {\displaystyle (t_{1}^{s},t_{2}^{s})=(a+s(b-a)/2,b-s(b-a)/2)\in T.} Ці точки лежать на медіані, що сполучає вершину {\displaystyle (a,b)} трикутника із центром протилежної сторони. Тепер розглянемо відображення {\displaystyle \alpha _{s}:[0,1]\to T,} що лінійно відображає відрізок {\displaystyle [0,1/2]} у відрізок, що сполучає точки {\displaystyle (a,a)} і {\displaystyle (t_{1}^{s},t_{2}^{s})} і лінійно відображає відрізок {\displaystyle [1/2,1]} у відрізок, що сполучає точки {\displaystyle (t_{1}^{s},t_{2}^{s})} і {\displaystyle (b,b).} Відображення {\displaystyle \alpha _{s}} є неперервним для всіх {\displaystyle s\in [0,1]} і сукупно ці відображення задають неперервне відображення {\displaystyle \alpha :[0,1]\times [0.1]\to T,} задане як {\displaystyle \alpha (t,s)=a_{s}(t).} Нехай також {\displaystyle \Omega (t,s)=\psi \circ \alpha (t,s)=\alpha _{s}(t).} Введені раніше відображення {\displaystyle {\bar {\alpha }}(t)=\alpha _{1}(t)=\alpha (t,1)} і {\displaystyle \Omega (t)=\Omega (t,1).}
Із компактності замкнутих відрізків і неперервності {\displaystyle \Omega } випливає, що для будь якого {\displaystyle \varepsilon >0} можна знайти таку послідовність {\displaystyle 0=s_{0}<s_{1}<s_{2}<\ldots <s_{n-1}<s_{n}=1}, що {\displaystyle |\Omega (t,s_{i+1})-\Omega (t,s_{i})|<\varepsilon } для всіх {\displaystyle t\in [0,1]} і всіх {\displaystyle i\in 0,\ldots ,n-1.} Зокрема для достатньо малих {\displaystyle \varepsilon } функції {\displaystyle \Omega (t,s_{i})} і {\displaystyle \Omega (t,s_{i+1})} (як функції від t) не набувають для жодного t значень у протилежних точках кола. Із властивостей індексів при цьому індекси поворотів цих відображень є рівними. Тобто індекс повороту {\displaystyle \Omega (t,0)} є рівним індексу повороту {\displaystyle \Omega (t,s_{1})} і далі індексу {\displaystyle \Omega (t,s_{2})} і зрештою індексу {\displaystyle \Omega (t,1).} Оскільки останній є рівним індексу повороту {\displaystyle \gamma '(t)} (і відповідно індексу повороту кривої {\displaystyle \gamma }) то для індексу кривої {\displaystyle \gamma } достатньо знайти індекс відображення {\displaystyle \Omega (t,0).}
За означенням {\displaystyle \Omega (t,0)=\psi \circ \alpha _{0}(t)} де {\displaystyle \alpha _{0}(t)} спершу пробігає відрізок, що сполучає точки {\displaystyle (a,a)} і {\displaystyle (a,b),} а потім відрізок, що сполучає точки {\displaystyle (a,b)} і {\displaystyle (b,b).} За означенням {\displaystyle \Omega (0,0)=\psi (a,a)=\gamma '(a),\ \Omega (1/2,0)=\psi (a,b)=-\gamma '(a)} . Також для {\displaystyle t\in (0,1/2)} за означенням {\displaystyle \alpha _{0}(t)=(a,2t(b-a))} і {\displaystyle \Omega (t,0)=\psi \circ (a,a+2t(b-a))={\frac {\gamma (2t(b-a))-\gamma (a)}{|\gamma (2t(b-a))-\gamma (a)|}}}. Тобто {\displaystyle \Omega (t,0)} для {\displaystyle t\in (0,1/2)} є одиничним вектором який, якщо відкласти його від точки {\displaystyle p} направляється у сторону півплощини у якій знаходиться образ кривої {\displaystyle C}. Аналогічно для {\displaystyle t\in (1/2,1)} маємо, {\displaystyle \Omega (t,0)} є одиничним вектором який, якщо відкласти його від точки {\displaystyle p} направляється у сторону півплощини у якій знаходиться образ кривої {\displaystyle C}. На одиничному колі із початком координат {\displaystyle \Omega (t,0)} починає із значення {\displaystyle \gamma '(a)}, згодом для {\displaystyle t\in (0,1/2)} набуває значень в одній відкритій півплощині, для {\displaystyle (1/2,0)} є рівним {\displaystyle -\gamma '(a)} після чого для {\displaystyle t\in (1/2,1)} набуває значень в іншій відкритій півплощині. Якщо {\displaystyle \Omega (t,0)=\gamma '(a)=(\cos \varphi ,\sin \varphi )} і визначити {\displaystyle \varphi (0)=\varphi } то із неперервності і однозначності кутових функцій на півплощині випливає, що для {\displaystyle t\in [0,1/2)} можна записати {\displaystyle \Omega (t,0)=(\cos \varphi (t),\sin \varphi (t))} де {\displaystyle \varphi (t)\in (\varphi ,\varphi +\pi )} якщо напрямок від {\displaystyle \gamma '(a)} до {\displaystyle -\gamma '(a)} через площину що містить всі {\displaystyle \Omega (t,0)} для {\displaystyle t\in (0,1/2)} є додатній і {\displaystyle \varphi (t)\in (\varphi ,\varphi -\pi )} в іншому випадку. Із неперервності випливає, що у першому випадку тоді {\displaystyle \varphi (1/2)=\varphi +\pi } і у другому випадку {\displaystyle \varphi (1/2)=\varphi -\pi .} Аналогічно для {\displaystyle t\in (1/2,1)} маємо {\displaystyle \varphi (t)\in (\varphi +\pi ,\varphi +2\pi )} у першому випадку і {\displaystyle \varphi (t)\in (\varphi -\pi ,\varphi -2\pi )} у другому. Знову ж із неперервності {\displaystyle \varphi (1)=\varphi +2\pi } у першому випадку і {\displaystyle \varphi (1)=\varphi -2\pi } у другому. Тому у першому випадку індекс повороту відображення {\displaystyle \Omega (t,0)} і відповідно індекс повороту кривої {\displaystyle \gamma } є рівним {\displaystyle {\frac {\varphi (1)-\varphi (0)}{2\pi }}={\frac {\varphi +2\pi -\varphi }{2\pi }}=1,} а у другому випадку рівним {\displaystyle {\frac {\varphi (1)-\varphi (0)}{2\pi }}={\frac {\varphi -2\pi -\varphi }{2\pi }}=-1,} що завершує доведення.

## Узагальнення для кусково диференційовних функцій
Нехай {\displaystyle \gamma :[a,b]\rightarrow \mathbb {R} ^{2}} є неперервною кусково неперервно диференційовною замкнутою простою регулярною на інтервалах диференційовності кривою параметризованою своєю довжиною. А саме існують точки {\displaystyle a=t_{0}<t_{1}<t_{2}<\ldots <t_{n-1}<t_{n}=b,} такі, що на кожному проміжку {\displaystyle [t_{i},t_{i+1}]} крива є диференційовною і дотичні вектори мають одиничну довжину. Дотичні вектори {\displaystyle \gamma '(t_{i}^{-})} і {\displaystyle \gamma '(t_{i}^{+})} при цьому не є рівними і нехай {\displaystyle \alpha _{i}} позначає менший за модулем кут між {\displaystyle \gamma '(t_{i}^{-})} і {\displaystyle \gamma '(t_{i}^{+})} (цей кут може бути і від'ємним). Якщо {\displaystyle \gamma '(t_{i}^{-})=-\gamma '(t_{i}^{+})} то в різних випадках варто брати {\displaystyle \alpha _{i}=\pi } або {\displaystyle \alpha _{i}=-\pi .} Неформально, якщо вектор {\displaystyle \gamma '(t_{i}^{-})} направлений всередину скінченної області обмеженої плоскою кривою то {\displaystyle \alpha _{i}=-\pi ,} в іншому випадку {\displaystyle \alpha _{i}=\pi .} На інтервалах диференційовності {\displaystyle [t_{i},t_{i+1}]} мають зміст кутові функції {\displaystyle \varphi _{i}} і кути повороту {\displaystyle \varphi _{i}(t_{i+1})-\varphi _{i}(t_{i})}.
Узагальнена теорема про поворот для кусково диференційовних функцій стверджує, що при таких позначеннях також {\displaystyle \sum _{i=0}^{n-1}\varphi _{i}(t_{i+1})-\varphi _{i}(t_{i})+\sum _{i=0}^{n-1}\alpha _{i}=\pm 2\pi .}
Якщо крива є двічі неперервно диференційовною на кожному проміжку {\displaystyle [t_{i},t_{i+1}]}, то як і вище на цих проміжках {\displaystyle \varphi _{i}(t_{i+1})-\varphi (t_{i})=\int _{t_{i}}^{t_{i+1}}k(t)dt,} де {\displaystyle k} є орієнтованою кривиною. {\displaystyle k} можна задати як кусково неперервну функцію на всьому інтервалі {\displaystyle [a,b]} визначивши, наприклад у особливих точках {\displaystyle k(t_{i})=k(t_{i}^{+})=\lim _{0<\varepsilon \to 0}k(t+\varepsilon ).} Тоді твердження теореми також можна записати як:
{\displaystyle \int _{a}^{b}k(t)dt+\sum _{i=0}^{n-1}\alpha _{i}=\pm 2\pi .}

### Доведення
Теорема буде доведена, якщо в невеликому околі {\displaystyle [t_{i}',t_{i}'']} кожної точки {\displaystyle t_{i}} криву замінити регулярною кривою {\displaystyle {\bar {\gamma }}} без перетинів такою, що {\displaystyle {\bar {\gamma }}(t_{i}')=\gamma (t_{i}'),\ {\bar {\gamma }}'(t_{i}')=\gamma '(t_{i}')} і {\displaystyle {\bar {\gamma }}(t_{i}'')=\gamma (t_{i}''),\ {\bar {\gamma }}'(t_{i}'')=\gamma '(t_{i}'')} і до того ж для кутової функції {\displaystyle \varphi } кривої {\displaystyle {\bar {\gamma }}} також {\displaystyle \varphi (t_{i}'')-\varphi (t_{i}')=\varphi _{i-1}(t_{i})-\varphi _{i-1}(t_{i}')+\alpha _{i}+\varphi _{i}(t_{i}'')-\varphi _{i}(t_{i}).}
Побудуємо такі криві для особливих точок для яких {\displaystyle \gamma '(t_{i}^{-})\neq -\gamma '(t_{i}^{+}).} У точках у яких {\displaystyle \gamma '(t_{i}^{-})=-\gamma '(t_{i}^{+})} можна здійснити подібну побудову але там потрібно враховувати напрямок повороту.
Якщо {\displaystyle \gamma '(t_{i}^{-})\neq -\gamma '(t_{i}^{+})} то ці два дотичні вектори лежать в деякій відкритій півплощині. Із неперервності {\displaystyle \gamma '(t)} на інтервалах {\displaystyle [t_{i},t_{i+1}]} і {\displaystyle [t_{i-1},t_{i}]} випливає, що можна знайти такі достатньо близькі до {\displaystyle t_{i}} числа {\displaystyle t_{i}'<t_{i}<t_{i}'',} що на проміжку {\displaystyle [t_{i}',t_{i}'']} всі вектори {\displaystyle \gamma '(t)} теж належатимуть цій відкритій півплощині (на інтервалі {\displaystyle [t_{i}',t_{i})} значення {\displaystyle \gamma '(t)} є достатньо близькими до {\displaystyle \gamma '(t_{i}^{-}),} а на інтервалі {\displaystyle (t_{i},t_{i}'']} є достатньо близькими до {\displaystyle \gamma '(t_{i}^{+})}). Тоді кут між {\displaystyle \gamma '(t_{i}')} і {\displaystyle \gamma '(t_{i}^{-})} із знаком залежно від напрямку є рівний {\displaystyle \varphi _{i-1}(t_{i})-\varphi _{i-1}(t_{i}'),} а кут {\displaystyle \gamma '(t_{i}^{+})} і {\displaystyle \gamma '(t_{i}'')} із знаком залежно від напрямку є рівний {\displaystyle \varphi _{i-1}(t_{i}'')-\varphi _{i-1}(t_{i}).} Відповідно кут між {\displaystyle \gamma '(t_{i}')} і {\displaystyle \gamma '(t_{i}'')} із знаком залежно від напрямку є рівний {\displaystyle \varphi _{i-1}(t_{i})-\varphi _{i-1}(t_{i}')+\alpha _{i}+\varphi _{i}(t_{i}'')-\varphi _{i}(t_{i}).}
Позначимо тепер {\displaystyle p_{0}=\gamma (t_{i}'),\ p_{2}=\gamma (t_{i}'')} і проведемо через ці точки прямі у напрямках векторів {\displaystyle \gamma '(t_{i}')} і {\displaystyle \gamma '(t_{i}^{+})}. Оскільки при належному виборі {\displaystyle t_{i}',t_{i}''} вектори {\displaystyle \gamma '(t_{i}')} і {\displaystyle \gamma '(t_{i}'')} будуть як завгодно близькі до {\displaystyle \gamma '(t_{i}^{-})} і {\displaystyle \gamma '(t_{i}^{+})} і прямі задані останніми перетинаються із кутами {\displaystyle |\alpha _{i}|,\ \pi -|\alpha _{i}|} то і прямі у напрямках векторів {\displaystyle \gamma '(t_{i}')} і {\displaystyle \gamma '(t_{i}^{+})} для належного вибору {\displaystyle t_{i}',t_{i}''} перетинаються у деякій точці {\displaystyle p_{1}.} До того ж вектор із точки {\displaystyle p_{0}} у точку {\displaystyle p_{1}} має той же напрям, що й {\displaystyle \gamma '(t_{i}')}, а вектор із точки {\displaystyle p_{1}} у точку {\displaystyle p_{2}} має той же напрям, що й {\displaystyle \gamma '(t_{i}'')}.
Побудуємо тепер квадратичну криву Безьє задану точками {\displaystyle p_{0},p_{1},p_{2}:}
{\displaystyle B(t)=p_{1}+(1-t)^{2}(p_{0}-p_{1})+t^{2}(p_{2}-p_{1}){\mbox{ , }}0\leq t\leq 1.}
Для цієї кривої {\displaystyle B(0)=p_{0}=\gamma (t_{i}'),\ B(1)=p_{2}=\gamma (t_{i}'')} і оскільки вектори {\displaystyle p_{0}-p_{1}} і {\displaystyle p_{2}-p_{1}} є лінійно незалежними, крива є простою. Взявши похідні отримуємо.
{\displaystyle B'(t)=2(1-t)(p_{1}-p_{0})+2t(p_{2}-p_{1})\,.}
Тобто {\displaystyle B'(0)=2(p_{1}-p_{0}),\ B'(1)=2(p_{2}-p_{1})}, тобто у точках {\displaystyle p_{0},p_{2}} дотичні вектори є пропорційними {\displaystyle \gamma '(t_{i}')} і {\displaystyle \gamma '(t_{i}'').} Також усі дотичні вектори не є нульовими, тобто крива є регулярною. Також із цього виразу випливає, що дотичні вектори неперервно повертаються від вектора {\displaystyle p_{1}-p_{0}} до вектора {\displaystyle p_{2}-p_{1}} тобто, якщо розглядати одиничні дотичні вектори, то від вектора {\displaystyle \gamma '(t_{i}')} до {\displaystyle \gamma '(t_{i}'').} Тому для кутової функції {\displaystyle \varphi _{B}} для такої кривої {\displaystyle \varphi _{B}(1)-\varphi _{B}(0)} є рівною куту (із відповідним знаком) між {\displaystyle \gamma '(t_{i}')} і {\displaystyle \gamma '(t_{i}'')} тобто {\displaystyle \varphi _{B}(1)-\varphi _{B}(0)=\varphi _{i-1}(t_{i})-\varphi _{i-1}(t_{i}')+\alpha _{i}+\varphi _{i}(t_{i}'')-\varphi _{i}(t_{i}).}
Таким чином крива одержана заміною на кожному {\displaystyle [t_{i}',t_{i}'']} початкової кривої кривою Безьє (із подальшою репараметризацією) задовольняє всі необхідні вимоги. Тому {\displaystyle \sum _{i=0}^{n-1}\varphi _{i}(t_{i+1})-\varphi _{i}(t_{i})+\sum _{i=0}^{n-1}\alpha _{i}} є рівним повному повороту одержаної кривої, що є регулярною простою неперервно диференційованою замкнутою кривою. Із початкової теореми про поворот випливає, що {\displaystyle \sum _{i=0}^{n-1}\varphi _{i}(t_{i+1})-\varphi _{i}(t_{i})+\sum _{i=0}^{n-1}\alpha _{i}=\pm 2\pi .}